# Christian Jaquillard
Pour les articles homonymes, voir Jaquillard.
Pas d'image ? Cliquez ici
Christian Jaquillard, né le 10 juillet 1955, est un pilote automobile suisse, engagé en rallyes automobiles.

## Biographie
Durant près de vingt-cinq années (avec une interruption de 1990 à 1992, et de 1995 à 1999), son épouse Christiane a été sa copilote, essentiellement de 1979 (1re épreuve au Critérium Neuchâtelois, sur Opel Kadett GT/E) à 2003.
Ils ont ainsi terminé ensemble 11e au classement général du rallye Monte-carlo WRC en 1995.
En 2007, Christian Jaquillard a encore concouru dans le rallye international de Valais, alors âgé de 52 ans, sur Peugeot 207 S2000.
Durant la saison 1981, Olivier Nobs fut aux côtés de Christian Jaquillard, sur Porsche 911 SC, en lieu et place de son épouse.
Son équipe était le Lugano Racing Team.

## Palmarès

### Titres
- Quintuple Champion de Suisse des Rallyes : 
  - 1988, sur Ford Sierra RS Cosworth ;
  - 1989, sur Ford Sierra RS Cosworth ;
  - 1994, sur Ford Escort RS Cosworth ;
  - 2002, sur Toyota Corolla WRC ;
  - 2003, sur Toyota Corolla WRC;
  - 3e en 1984, sur Lancia 037;
  - 4e en 1999, sur Subaru Impreza WRC.

### 23 victoires en championnat de Suisse
- Rallye de Sallanches : 1984 ;
- Rallye de Court : 1987 et 1989 ;
- Critérium Jurassien : 1988 et 2001 ;
- Rallye Genève - Le Salève : 1988 et 1989 ;
- Rallye de Lugano : 1988 ;
- Rallye des Alpes Vaudoises : 1988 et 2002 ;
- Rallye de Torino : 1988 ;
- Rallye de Saint-Cergue : 1988 ;
- Rallye Alsace-Vosges : 1989 ;
- Rallye du Valais : 1989 et 2000 ;
- Rallye Aoste-Saint-Vincent : 1994 ;
- Rallye 111 Minuti : 1994 ;
- Rallye Valli Osolane : 2002 ;
- Ronde d'Ajoie : 2002 ;
- Rallye du Suran : 2002 ;
- Rallye Lyon-Charbonnières : 2003 ;
- Rallye Coupe d'Or (Coppa d'Oro): 2003 ;
- Ronde Jurassienne : 2003.

### Places d'honneurs en championnat
- 2e du rallye de Reischstadt : 1984 ;
- 2e du rallye des Alpes vaudoises : 1985, 1989 et 1994 ;
- 2e du rallye Saint-Cergue : 1985 ;
- 2e du rallye Genève-Le Salève : 1987 ;
- 2e du rallye du Valais : 1987 et 1994 ;
- 2e du rallye Aoste-Saint-Vincent en 1993 ;
- 2e du critérium Jurassien : 1994 et 2002 ;
- 2e du rallye du Tessin : 2003.